# Конвой Хальмахера – Маніла (18.11.43 – 24.11.43)
Конвой Хальмахера — Маніла (18.11.43 — 24.11.43) — японський конвой часів Другої світової війни, проведення якого відбувалось у листопаді 1943-го.
Конвой сформували на північному сході Нідерландської Ост-Індії на острові Хальмахера (зокрема, відігравав важливу роль у постачанні японських сил на заході Нової Гвінеї), а пунктом призначення став важливий транспортний хаб у Манілі.
До складу конвою увійшли транспорти «Гамбург-Мару», «Юбає-Мару» (Yubae Maru), «Тейкай-Мару» та «Нісшо-Мару» (Nissho Maru), тоді як охорону забезпечував патрульний корабель PB-105.
18 листопада 1943-го загін вийшов із затоки Кау (глибоко вдається в острів Хальмахера з півночі), а 21—22 листопада побував у Замбоанзі (західне завершення острова Мінданао).
Хоча маршрут конвою пролягав через кілька районів, де традиційно патрулювали ворожі підводні човни, цього разу операція пройшла без інцидентів і 24 листопада японський загін досягнув Маніли.